# Frantz Succab
Frantz Succab est un écrivain, journaliste, pamphlétaire et dramaturge français, né le 10 février 1947, à Saint-François, en Guadeloupe.

## Biographie
Très tôt, alors étudiant à l'Université de Nanterre (1966-1971) militant pour l'émancipation politique de la Guadeloupe, il est directeur du journal de l'Association Générale des Étudiants Guadeloupéens (AGEG). De retour en Guadeloupe en 1977, il devient directeur du mensuel patriotique "Jakata" (1977-1988). Il collabore au journal "Lendépandans" de l'Union populaire pour la libération de la Guadeloupe (UPLG). À la fin des années 1980, il commence à défendre l'idée que la plume du journaliste ou de l'écrivain ne doit plus être serve, elle doit s'affranchir de tout pouvoir politique, fût-il potentiellement celui d'une Guadeloupe autonome ou indépendante. C'est à partir de cette période qu'il se lance dans la création littéraire (pamphlet, chanson, théâtre), qu'il illustre notamment à travers sa collaboration au journal satirique "Le Motphrasé", à partir de 2002.

## Œuvres
Théâtre
- 1998 : Trois voix pour un dilemme.
- 2003 : D'isidan's ou L'arbre de l'oubli, Association Textes en Paroles.
- 2005 : Conte à mourir debout, Association Textes en Paroles.

Publié en 2009 aux Éditions Lansman, dans la Collection Théâtre à vif.  (ISBN 978-2872826865)
- 2006 : Le mouroir aux alouettes, Association Textes en Paroles.
- 2009 : L'oiseau de passage • Le Mendiant • Le marchand de romances • Homobilus (brèves théâtrales), in "Embouteillage Caraïbe", Éditions Lansman.  (ISBN 978-2-87282-687-2)
- 2011 : Un archipel de Solitudes, Éditions Textes en Paroles, dans la Collection Théâtre Caraibe, 2014 (livre numérique : formats Kindle et ePub) (ASIN B00QH5XP72)
- 2015 : Bobo 1er, roi de personne, Éditions Lansman.  (ISBN 978-2-8071-0029-9)

Essai, Publication
- 2009 : "Qui ne connaît pas Monsieur Domota ?", ouvrage collectif de Rosa Moussaoui, Frantz Succab, Monchoachi et Jérôme Maucourant, paru aux Ed. Desnel, dans la Collection Anamnésis[1].  (ISBN 978-2915247268)
- 2011 : "Acomat, traversée de mots parmi les arbres", article in. revue Les Temps Modernes 2011/1-2 (n° 662-663) : Guadeloupe et Martinique janvier-mars 2009 : la révolte méprisée, pages 114 à 121, Éditions Gallimard[2].  (ISBN 978-2070132331)

Scénario
- 1994 : De l'autre côté du monde, film documentaire de Raymond Philogène.

## Distinctions
- 2001 : Prix découverte de la Sacem Guadeloupe pour Jacqueline Etienne, interprète de la chanson "Atilayigo", écrite par Frantz Succab.
- 2005 : Prix d’interprétation de la Sacem Guadeloupe pour Swanha Desvarieux, interprète de la chanson "Bato la" ((fr):Le bateau), écrite par Frantz Succab.

## Origine du nom
Succab est un palindrome syllabique de Bacchus, le nom du dieu romain du vin, de l'ivresse et des débordements, comme tous ces patronymes qui sont l'œuvre des fantaisies des officiers de l'état civil à l'égard des esclaves affranchis au lendemain de l'abolition.